# سرفيل مخطط جزرياني
سرفيل مخطط جزرياني (الاسم العلمي:Grammosciadium daucoides) هو نوع من النباتات يتبع جنس السرفيل المخطط من الفصيلة الخيمية.

## وصلات خارجية
- صورة للسرفيل المخطط الجزرياني